# Stanisław Kochlewski
Stanisław Kochlewski herbu Prawdzic – pisarz wieluński w latach 1644–1662.
Poseł na sejmy 1631, 1641, 1652, 1661. Jako przedstawiciel braci czeskich został delegatem na rozmowę przyjacielską w Toruniu w 1645 roku.